# Castello di Gniew
Il castello di Gniew è un edificio storico medievale polacco, nel villaggio di Gniew, nel voivodato della Pomerania. Il castello fu costruito nel XII secolo dall'ordine Teutonico.

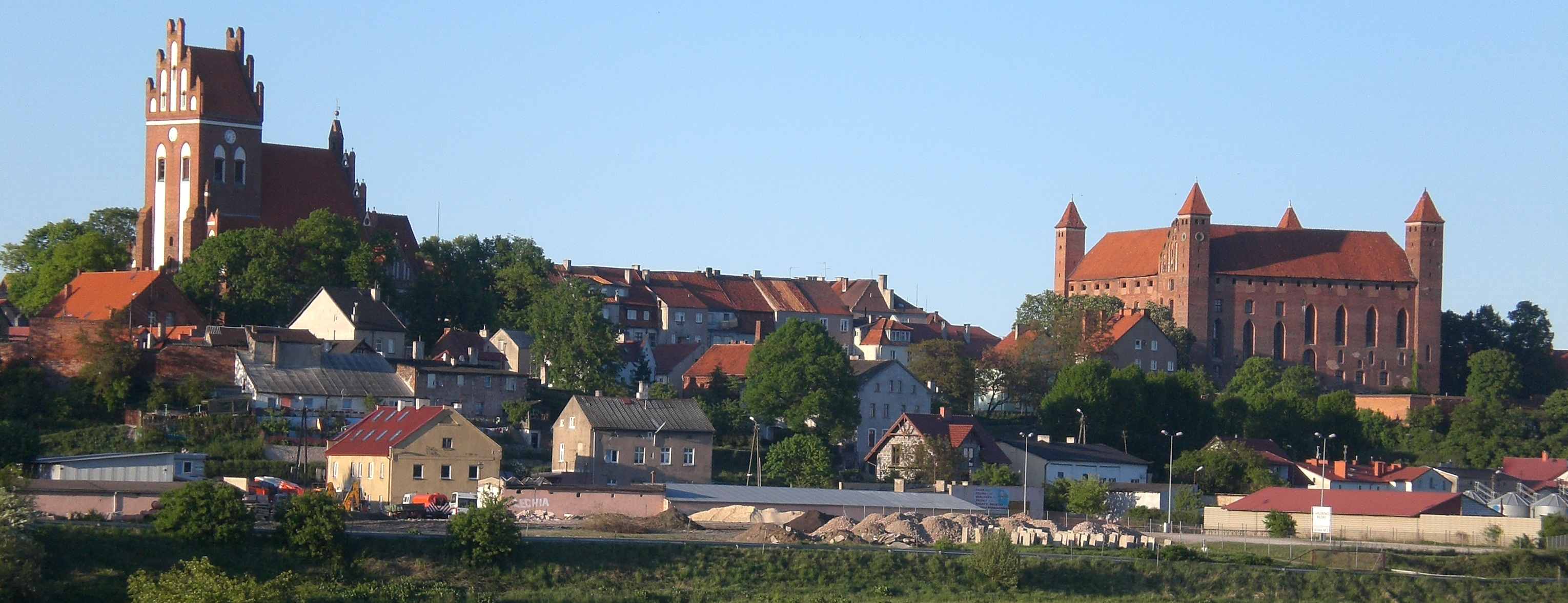